# Waldemaro Bartolozzi
Waldemaro Bartolozzi (Scandicci, 16 ottobre 1927 – Scandicci, 16 dicembre 2020) è stato un ciclista su strada e dirigente sportivo italiano, corridore negli anni cinquanta.

## Carriera
Bartolozzi fu professionista dal 1950 al 1961, correndo nelle squadre dell'Atala, della Legnano, della Ignis e della Fides. Durante la carriera ottenne prevalentemente successi come indipendente, vincendo due volte il Trofeo dell'U.V.I. e due volte il campionato italiano della categoria indipendenti; fu inoltre terzo al Gran Premio Industria e Commercio di Prato del 1951, al Giro delle Alpi Apuane del 1955 e al Trofeo Matteotti 1956. Visse il suo momento migliore al Giro della Provincia di Reggio Calabria del 1959, che vinse, dopo essere arrivato terzo nel 1951.
Dopo il ritiro lavorò come direttore sportivo in alcune affermate squadre professionistiche tra il 1964 ed il 1993 (soprattutto Filotex/Sanson, ma anche Sammontana-Bianchi, Jolly Componibili-Club 88 e Mapei), guidando tra gli altri Franco Bitossi, Francesco Moser e Moreno Argentin.

## Palmarès
- 1948 (dilettanti)

Mercatale Val d'Arno
- 1950 (Atala-Pirelli, una vittoria)

Piccolo Giro di Lombardia
- 1952 (Atala-Pirelli, tre vittorie)

Circuito delle Valli Prenestinesi
Campionati italiani, Prova in linea Indipendenti
5ª tappa Gran Premio del Mediterraneo (Cosenza > Reggio Calabria)
- 1956 (Legnano, una vittoria)

Campionati italiani, Prova in linea Indipendenti
- 1959 (Ignis, una vittoria)

Giro della Provincia di Reggio Calabria

### Altri successi
- 1952 (Atala-Pirelli)

Classifica generale Trofeo dell'U.V.I.
- 1955 (Atala-Pirelli)

Classifica generale Trofeo dell'U.V.I.
- 1956 (Legnano)

Circuito di Maggiora
- 1957 (Allegro)

Circuito di Maggiora

## Piazzamenti

### Grandi giri
- Giro d'Italia

1951: 40º
1952: 64º
1953: ritirato
1956: 9º
1957: 37º
1958: 42º
1959: 65º
1960: 93º
1961: 74º
- Tour de France

1959: 57º

### Classiche monumento
- Milano-Sanremo

1950: 63º
1951: 27º
1952: 37º
1953: 71º
1954: 63º
1956: 28º
1957: 74º
1958: 114º
1960: 48º
- Parigi-Roubaix

1953: 63º
1959: 46º
- Giro di Lombardia

1950: 24º
1952: 6º
1953: 13º
1954: 13º
1955: 11º
1957: 28º
1958: 27º
1959: 95º